# Ljubač (Ražanac)
Ljubač is een plaats in de gemeente Ražanac in de Kroatische provincie Zadarska. De plaats telt 455 inwoners (2001).